# Application d'Abel-Jacobi
L'application d'Abel-Jacobi est une construction fondamentale en géométrie algébrique qui établit un lien entre une courbe algébrique et sa variété jacobienne.

## Définition
En mathématiques, l'application d'Abel-Jacobi est une construction de géométrie algébrique qui relie une courbe algébrique à sa variété jacobienne. En géométrie riemannienne, il s'agit d'une construction plus générale qui associe une variété à son tore de Jacobi.
Le nom dérive du théorème d'Abel et Jacobi selon lequel deux diviseurs effectifs sont linéairement équivalents si et seulement s'ils ont même image par l'application d'Abel-Jacobi.

## Construction analytique
En géométrie complexe, la jacobienne d'une courbe C est construite en utilisant l'intégration de chemin. Supposons que C soit de genre g, ce qui signifie topologiquement que
{\displaystyle H_{1}(C,\mathbb {Z} )\cong \mathbb {Z} ^{2g}}
Géométriquement, son groupe d'homologie consiste en classes d'homologie de cycles dans C, ou en d'autres termes, des lacets fermées. Par conséquent, on peut choisir 2g lacets γ₁, ..., γ₂ₓ qui l'engendrent.
D'autre part, une façon plus algébro-géométrique de dire que le genre de C est g est que
{\displaystyle \dim H^{0}(C,K)=g}
où K est le fibré canonique sur C.
Par définition, il s'agit de l'espace des formes différentielles holomorphes globalement définies sur C, on peut donc choisir g formes linéairement indépendantes ω₁, ..., ωₓ.
Étant données les formes ωᵢ et les boucles fermées γⱼ, on peut intégrer, et on définit 2g vecteurs
{\displaystyle \left(\int _{\gamma _{1}}\omega _{1},\ldots ,\int _{\gamma _{1}}\omega _{g}\right),\ldots ,\left(\int _{\gamma _{2g}}\omega _{1},\ldots ,\int _{\gamma _{2g}}\omega _{g}\right)}
Il découle des relations bilinéaires de Riemann que ces vecteurs engendrent un réseau non dégénéré (c'est-à-dire qu'ils forment une base réelle pour ℂᵍ). La jacobienne est définie par
{\displaystyle J(C)=\mathbb {C} ^{g}/\Lambda }
L'application d'Abel-Jacobi est alors définie comme suit. On choisit un point de base p₀ et, en imitant presque la définition de Λ, on définit l'application
{\displaystyle u:C\to J(C)} :{\displaystyle u(p)=\left(\int _{p_{0}}^{p}\omega _{1},\ldots ,\int _{p_{0}}^{p}\omega _{g}\right){\bmod {\Lambda }}}
Bien que cela semble dépendre d'un chemin de p₀ à p, deux tels chemins définissent un lacet fermé dans C et, par conséquent, un élément de H₁(C, ℤ), donc l'intégration sur cette boucle donne un élément de Λ. Ainsi la différence est effacée dans le passage au quotient par Λ. Changer le point de base change l'application, mais seulement par une translation du tore.
Soit D = Σᵢ nᵢpᵢ un diviseur (c'est-à-dire une combinaison linéaire formelle à coefficients entiers de points de C). On peut définir
{\displaystyle u(D)=\sum _{i}n_{i}u(p_{i})}
et donc parler de la valeur de l'application d'Abel-Jacobi sur les diviseurs.

## Théorème d'Abel-Jacobi
Le théorème suivant fut prouvé par Abel : Supposons que D et E soient deux diviseurs effectifs, ce qui signifie que les nᵢ sont tous des entiers positifs, alors
{\displaystyle u(D)=u(E)}
si et seulement si D est linéairement équivalent à E.
Ceci implique que l'application d'Abel-Jacobi induit une application injective (de groupes abéliens) de l'espace des classes de diviseurs de degré zéro vers la jacobienne.
Jacobi prouva que cette application est aussi surjective (connu sous le nom de problème d'inversion de Jacobi), de sorte que les deux groupes sont naturellement isomorphes.

## Lien avec la variété d'Albanese
Le théorème d'Abel-Jacobi implique que la variété d'Albanese d'une courbe complexe compacte (dual des 1-formes holomorphes modulo les périodes) est isomorphe à sa variété jacobienne (diviseurs de degré 0 modulo l'équivalence). Pour les variétés projectives compactes de dimension supérieure, la variété d'Albanese et la variété de Picard sont duales mais ne sont pas nécessairement isomorphes.